# Лисянський Яр
Лисянський Яр (рос. б. Лисянский Яр) — балка (річка) в Україні у Тоїцькому районі Луганської області. Ліва притока річки Уразова (басейн Азовського моря).

## Опис
Довжина балки приблизно 7,45 км, найкоротша відстань між витоком і гирлом — 7,31  км, коефіцієнт звивистості річки — 1,02 . Формується декількома загатами.

## Розташування
Бере початок на північно-східній стороні від села Солониці. Тече переважно на північний схід і на північно-східній околиці села Бабичеве впадає у річку Уразову, ліву притоку річки Оскіл.

## Цікаві факти
- Від витоку балки на південно-східній стороні на відстані приблизно 4,25 км пролягає автошлях Т 1312[2] (автомобільний шлях територіального значення в Луганській області. Проходить територією Сорокинського району, Свердловської, Ровеньківської та Антрацитівської міських рад через Сорокине — Комсомольський — Довжанськ — Шахтарське — Любимівка — Ровеньки — Картушине — Кам'яне — Антрацит. Загальна довжина — 62,3 км).